# الأمن العام السعودي
الأمن العام السعودي، هي أحد المؤسسات الأمنية التابعة لوزارة الداخلية مكلفة بمهمة الحفاظ على النظام ومكافحة الجريمة وحماية المقدسات ومكافحة الإرهاب وتأمين سلامة حجاج بيت الله الحرام وحمايتهم من المخاطر، ليتسنى لهم تأدية مناسكهم وعبادتهم بحرية كاملة وأمان تامٍ.

## عن المديرية
- منع الجريمة بكافة أنواعها وصورها قبل وقوعها
- حماية الأرواح والممتلكات والأموال والأعراض
- القبض على المجرم وتقديمه لوجه العدالة
- تحقيق التطوير الإداري والفني
- الاستفادة من التقنيات الحديثة في تطوير العمليات الإداريـة وتهيئة الإمكانات المتاحة لهذا الغرض

### أهداف العمل التقني بالأمن العام
- دعم أهداف الأمن العام الرئيسية.
- كسر الحواجز وإلغاء عامل الزمن والمسافة.
- تطبيق مبدأ مكافحة الجريمة قبل وقوعها والذي من خلاله يتم تطبيق رصد  المؤشرات المستقبلية للجريمة.
- الاعتماد على منسوبي الأمن العام لتشغيل وصيانة الأنظمة وكل ما يخص تقنيات الأمن العام المختلفة.
- تثقيف منسوبي الأمن العام بمحتويات المشروعات التقتنية الأمنية والتي تعكس إستراتيجية منظمة، كي يصب العمل اليومي لمنسوبينا باتجاه الأهداف المرجوة.
- تصميم وتفعيل نظام حركة سير العمل والوثائق على مستوى الأمن العام.
- تطبيق مفاهيم الحكومة الإلكترونية التي تم تصميمها في المشاريع التقنية.
- ربط العمل الميداني بشكل إلكتروني لتمكين رجل الأمن من سرعة الحصول على المعلومات الفورية التي تساعده على أداء عمله.
- تطوير إستراتيجية يتم من خلالها التحكم في مسار العمل الآلي والميداني والإداري بشكل متزامن يضمن مفهوم القيادة والسيطرة.

## تأسيسها
بعد أن وحّد الملك عبدالعزيز المملكة العربية السعودية، ووطد دعائم استقرارها في 1343هـ انصرف إلى النظام والأمن؛ فأنشأ مديرية للشرطة في مكة المكرمة ومديريات في مدن المملكة الرئيسية، وكانت هذه المديريات ترتبط مباشرة بنائب الملك الأمير فيصل بن عبد العزيز آنذاك، وتعمل وفق إرشاداته واوامره، وفي عام 1349هـ صدرت الإدارة الملكية السامية تحت رقم 244 تاريخ 3 صفر 1349هـ إلى نائب الملك الأمير فيصل بتوحيد جميع إدارات الشرطة في المملكة تحت رئاسة رئيس واحد يكون مستقره في مكة المكرمة، وبالفعل تم تشكيل مديرية عامة للشرطة في العاصمة ترتبط بها جميع المديريات في المملكة من الوجهة النظامية والمالية والمسلكية، وما بين عامي 1359 و1370هـ تم تحويل مديرية الشرطة العامة إلى مديرية عامة للأمن العام؛ فتوسعت اختصاصاتها، واستحدثت مدرسة للشرطة، وألحقت بها فرق المطافي، ودار العجزة، ودار الأيتام، وأرسلت البعثات إلى الخارج، وفي 29/ 3 /1369هـ صدر الأمر الملكي رقم 3594 بنظام الأمن العام، وتضمن تحديداً واضحاً لتشكيلات المديرية، وأقسامها وواجباتها، وقواعد الخدمة، وشروطها من تعيين وترقية ونقل وواجبات، ومسؤوليات، وفي عام 1370هـ أُلحقت مديرية الأمن العام بوزارة الداخلية بعد انشائها للمرة الثانية، وأدخلت عليها تحسينات ووسائل فنية، وانفصلت عن مديرية الجوازات؛ فأصبحت مديرية مستقلة مرتبطة بوزارة الداخلية عام 1381هـ، وفي عام 1382هـ انفصلت المطافي لتصبح مديرية عامة للدفاع المدني، كما انفصلت المباحث العامة لتصبح كلتاهما مديريتين مستقلتين تابعتين لوزارة الداخلية، ثم تحولت مدرسة الشرطة إلى كلية للشرطة عام 1385هـ وإلى كلية قوى الأمن الداخلي عام 1386هـ، وأصبحت مديرية عامة، وفي 4 /12 /1384هـ صدر نظام قوات الأمن الداخلي تحت رقم 30 يحدد قواعد الاستخدام، وفي عام 1386هـ بدأت طلائع النهضة الجديدة؛ فتوسعت مديرية الأمن العام واستحدثت فيها إدارات جديدة كإدارة التدريب، وإدارة الافراد، وإدارة التموين، وإدارة التنظيم، وإدارة الجنايات والمرور والنجدة، وشعبة العلاقات العامة، كما أنشأت معاهد ومدارس وتدريب، وقوات أمن كقوات الحج، والمواسم، وقوات الطوارئ، وانشأت معاهد ضباط الصف، والمرور، والقيادة، وميدان تدريب الرماية.

### الرؤية
أن يكون المجتمع السعودي الأكثر أمناً وطمأنينة في العالم من خلال التميز في مجال الأمن الداخلي والخدمة العامة في جميع أنحاء المملكة.

### الرسالة
تحقيق المحافظة على النظام العام وتوفير التغطية الأمنية لكافة المواقع على أراضي المملكة العربية السعودية وسفاراتها في الخارج وحماية المقدسات وأرواح وممتلكات المواطنين والمقيمين ومنع وقمع الجريمة قبل وقوعها والقبض على مرتكبيها عند وقوعها لتقديمهم للعدالة باستخدام الوسائل النظامية والفنية ودعم وتطبيق أحكام الشريعة الإسلامية، وتحقيق السلامة المرورية وتأهيل منسوبيه على استخدام أحدث التقنيات وأفضل الأساليب لأداء مهامه الرئيسية وتطوير كافة الخدمات الأمنية.

## الأهداف
- حفظ النظام العام وصيانته ومنع الجريمة قبل وقوعها.
- الحد من نسبة ارتفاع الجرائم الفردية والمنظمة والسيطرة عليها.
- تحقيق التغطية الأمنية الملائمة لمواجهة الجريمة داخل حدود المملكة على أراضيها.
- ضبط مرتكبي الجرائم الفردية والمنظمة وتسليمهم للعدالة.
- مكافحة العمليات الإرهابية بأقل قدر ممكن من الخسائر البشرية والمادية وقمع أعمال الشغب والتمرد والفوضى في المناسبات وتحقيق استتباب الأمن والقبض على مرتكبي ومنظمي هذه الأعمال وتوفير الحماية لسفارات السعودية في الخارج.
- حماية الأرواح على الطرق العامة ورفع مستوى السلامة المرورية.
- ضمان أمن الحج والعمرة بمشاركة الأجهزة الحكومية الأخرى بما يحقق الراحة والطمأنينة لضيوف الرحمن.
- ضمان الحقوق الخاصة والعامة ومساندة القضاء في هذا الجانب.[5]

## مجالات الأمن
- تحقيق أمن الدولة، حيث تحتاجه للمحافظة على بقائها، وحماية استقرارها بين ربوعها، ومع جيرانها، والدول.
- تحقيق أمن المجتمع، يتمثل في صيانة كيان المجتمع من العوامل التي تهدد مقوماته، ونظمه، وعقائده، وقيمه الاجتماعية، ومصالحه الأساسية.
- تحقيق أمن الفرد، وذلك بتوفير أمنه، وضمان حقوقه وحرياته، واطمئنانه على يومه، وغده، ومستقبله، وذلك باتخاذ ما يلزم من تدابير لحمايته من مخاطر الاعتداء على حياته أو شرفه، ثم على امواله ومملتكاته.[6]

## المهام
- منع الجرائم والاعتداءات قبل وقوعها.
- ضبط الجرائم بعد وقوعها واستكمال اجراءات الاستدلال فيها والقبض على الجناة تمهيداً لإحالتهم للنيابة العامة.
- مكافحة جرائم المخدرات وضبطها.
- تنظيم حركة المرور، وتأمين سلامة الجمهور من أخطار الطريق، وضبط حوادث ومخالفات السير والتحقيق فيها.
- إصدار رخص السيارات وقيادتها.
- قبول الشكاوى والدعاوى في المنازعات والحقوق المدنية والتحقيق فيها وإحالتها إلى المحاكم الشرعية وتنفيذ الأحكام الشرعية التي تصدر بشأنها.
- توفير الأمن والنظام في المناسبات الهامة مثل: الحج والمواسم، واستقبال كبار الضيوف والمباريات الرياضية.
- مساعدة الجهات الرسمية في تنفيذ الأنظمة والقوانين المكلفة بتنفيذها.[7][8]

## مقومات الأمن
- المقوم العقدي، ويقصد به العقيدة، ومنظومة القيم السائدة في المجتمع، ومدى قبولها بين مختلف الفئات، ومدى تمثلها في بقية المقومات الأخرى
- المقوم السياسي، ويقصد به شكل الحكم ومؤسساته، وقدرتها على تحديد الأهداف والمصالح الوطنية، ومن ثم وضع الاستراتيجيات والخطط وتحديد الخيارات المتاحة لتحقيق هذه الأهداف
- المقوم الاقتصادي، ويقصد به القاعدة الاقتصادية والموارد الطبيعية، ودرجة التقدم، وأسس النظام الاقتصادي وعوامل النمو والتطور
- المقوم الجغرافي، السياسي (الجيوبولوتيكي) ويقصد به الموقع والمساحة والتوزيع السكاني، وأقاليم الدولة ووضعها بين جيرانها
- المقوم الاجتماعي، ويقصد به الطبقات والفئات، والطوائف المكونة للمجتمع، ودرجة التجانس في المجتمع المقصود
- مقومات القوة، ويقصد بها القوة العسكرية، ودرجة الاستفادة من المقومات السابقة.[9]

## الإدارات التابعة
- شرط المناطق
- الإدارة العامة للمرور
- الإدارة العامة للمشاريع والصيانة
- الإدارة العامة لدوريات الأمن
- القوات الخاصة لأمن الطرق
- الإدارة العامة للأدلة الجنائية.
- شؤون التدريب.
- القوات الخاصة لأمن الحج والعمرة
- إدارة التوجيه الفكري والمعنوي.
- الإدارة العامة للأسلحة والمتفجرات.
- القوات الخاصة للأمن الدبلوماسي
- الإمداد والتموين.
- الخدمات الطبية
- إدارة البحث والتحريات الجنائية[10]
- إدارة الأمن الوقائي
- إدارة المهمات الواجبات الخاصة
- الإدارة العامة للأمن المجتمعي ومكافحة جرائم الإتجار بالأشخاص.[11]

## مدراء الأمن العام[12]
| م  | الاسم                           | الفترة          |
| -- | ------------------------------- | --------------- |
| 1  | حسن وفقي بك                     | 1344هـ - 1345هـ |
| 2  | عبد العزيز بن صالح البغدادي     | 1346هـ          |
| 3  | مراد الأختيار                   | 1346هـ - 1347هـ |
| 4  | مهدي بن محمد بن صالح المصلح     | 1347هـ - 1365هـ |
| 5  | علي جميل                        | 1365هـ - 1371هـ |
| 6  | طلعت وفا                        | 1371هـ          |
| 7  | غالب توفيق                      | 1375هـ - 1378هـ |
| 8  | سليمان بن حمد الجارد            | 1378هـ - 1380هـ |
| 9  | أحمد مصطفى يغمور                | 1380هـ - 1386هـ |
| 10 | محمد الطيب التونسي              | 1386هـ - 1395   |
| 11 | فايز محمد العوفي                | 1395هـ - 1400هـ |
| 12 | عبد الله بن عبد الرحمن آل الشيخ | 1400هـ - 1412هـ |
| 13 | أحمد محمد بلال                  | 1412هـ - 1419هـ |
| 14 | أسعد بن عبد الكريم الفريح       | 1419هـ - 1424هـ |
| 15 | سعيد بن عبد الله القحطاني       | 1424هـ - 1435هـ |
| 16 | عثمان بن ناصر المحرج            | 1435هـ - 1438هـ |
| 17 | سعود عبد العزيز الهلال          | 1438 - 1440     |
| 18 | خالد بن قرار الحربي             | 1440 - 1443     |
| 19 | سعيد بن عبدالله القحطاني        | 1443 - 1443     |
| 20 | محمد بن عبد الله البسامي        | 1443 - حتى الآن |

## الرتب العسكرية[13]
| الرتب   | 1        | 2         | 3    | 4         | 5    | 6        | 7          | 8    | 9    | 10       |
| ------- | -------- | --------- | ---- | --------- | ---- | -------- | ---------- | ---- | ---- | -------- |
| الأفراد | بدون وسم |           |      |           |      |          |            |      |      |          |
| اللقب   | جندي     | جندي أول  | عريف | وكيل رقيب | رقيب | رقيب أول | رئيس رقباء |      |      |          |
| الضباط  |          |           |      |           |      |          |            |      |      |          |
| اللقب   | ملازم    | ملازم أول | نقيب | رائد      | مقدم | عقيد     | عميد       | لواء | فريق | فريق أول |

## تدريب الأفراد
يتم تدريب الأفراد من قبل قادة القوة في شرطة المناطق، ورؤساء المراكز والأقسام، كما يلتحقون بدورات متخصصة في مدارس الجيش، ويُعقد لهم دورات خاصة بإدارتهم، وبعد التخرج من دورات الدراسة يُمنحون علاوات التخصص المنصوص عليها في جدول العلاوات النظامية.